# Теория черт
Теория черт (англ. trait theory) является основой дифференциальной психологии. В основе теории лежит предположение, что существуют единицы или элементы психологической структуры свойств, называемые чертами, которые могут быть выделены при помощи специальных техник (например, при помощи факторного анализа). Черты — это стабильные во времени, относительно постоянные в различных ситуациях и различающиеся у разных людей психологические характеристики, оказывающие влияние на чувства, мысли и поведение людей.
В настоящее время считается, что теория черт является подходом к изучению индивидуальных различий, который наиболее широко распространен в современной психологии. Но так как в дифференциальной психологии существуют разные представления о структуре образующих личность черт, предложенные разными авторами, нет единого согласия по поводу того, какая именно из них наиболее точно подходит для изучения психологических характеристик.

## История
Американский психолог Гордон Олпорт был пионером в изучении личностных черт. В 1937 году в своей книге «Личность: психологическая интеграция» он высказывает идею о том, что повторяемость и постоянство поведения людей свидетельствует о наличии фундаментальных единиц, которые формируют личность человека. Для объяснения стабильности человеческой природы Олпорт использует концепцию эквивалентности стимулов и эквивалентности ответов. Она гласит, что в повседневной жизни люди постоянно сталкиваются с функционально эквивалентными (или сходными) ситуациями и совершают функционально эквивалентные (сходные) по своим намерениям и результатам поступки. Психологические особенности, которые обеспечивают эквивалентные ответные реакции на разнообразные стимулы, называются чертами.
Г. Олпорт также разделял черты на общие и личностные, обозначая личностные черты особым термином — личностные диспозиции. Общие черты — это психологические характеристики, которые так или иначе присущи всем представителям данной культуры, по ним можно сравнивать людей друг с другом. Личностные диспозиции — это уникальные особенности конкретного человека, делающие его непохожим на остальных. При этом личностные диспозиции в его подходе разделяются на кардинальные, центральные и вторичные. Кардинальные диспозиции являются яркими чертами, присущими только самым выдающимся личностям, они доминируют и влияют на все поведенческие проявления человека. Центральные диспозиции, такие как честность, являются характеристиками, оказывающими не такое фундаментальное влияние на поступки человека, но значимыми для построения его индивидуальности. И, наконец, второстепенные диспозиции — это те особенности личности, которые являются наименее заметными и генерализованными, они проявляются время от времени в определенных формах поведения и формируют уникальность каждого человека.
Позже другими авторами были предложены отличные структуры черт личности:
- Структура личности Реймонда Кеттела. Реймонд Кеттел разработал теорию личностных черт, в которой черты понимаются как относительно постоянные тенденции человека реагировать определенным образом в разных ситуациях. Определяя основные черты личности Кеттел исходил из предположения, что все значимые для понимания личности особенности поведения индивидов уже включены в язык в виде слов. Он проанализировал составленный Г. Олпортом и Г. Одбертом словарь терминов, относящихся к описанию личности и отобрал только те слова, которые определяли устойчивые особенности людей и тем самым могли характеризовать черты личности. Отобранные слова Р. Кеттел сгруппировал по принципу их синонимичности, а затем каждой группе синонимов подобрал группу антонимов. В результате сформировалась 171 группа биполярных черт. Р. Кеттел подверг эти группы кластерному анализу и получил 35 групп, после чего провел факторный анализ оставшихся групп с дальнейшим выделением всего 12 факторов или черт личности. Позже было добавлено еще 4 фактора, которые могли выявляться не на основании оценок экспертов, а на основании самооценок индивида. В итоге было получено 16 общих черт личности, а также был разработан метод диагностики выявленных черт — 16-факторный опросник Кеттела[5].
- Трехфакторная структура личности Ганса Айзенка.
- Пятифакторная структура черт личности «Большая пятерка».

## Способы выделения черт
Ключевыми процедурами выделения психологических черт являются концептуализация, анализ семантического сходства между чертами и факторный анализ.
- Концептуализация — выделение черт на основании теоретических представлений автора, основанных на личном опыте изучения индивидуальных различий и/или на опыте предшественников.
- Выделение черт на основании семантического сходства предполагает группировку слов, обозначающих различные психологические характеристики, на основании сходства между этими словами в языке. Этот способ основан на предположении о том, что слова в языке возникают для обозначения каких-то существенных явлений, и это позволяет находить в языке наиболее общие и значимые психологические характеристики — черты.
- Факторно-аналитическое выделение черт — подход к выделению черт, основанный на использовании многомерной статистической процедуры. Факторный анализ хорошо подходит для решения проблемы структурирования элементов в теории черт, так как с его помощью можно сократить число исследуемых переменных до наиболее существенных.

Применения факторного анализа для выявления черт личности:
1. Измерение переменных (психологических характеристик) с помощью различных методов оценки;
2. Вычисление коэффициента корреляции измеренных переменных с помощью корреляционного метода;
3. Построение корреляционной матрицы, отражающей степень взаимосвязи одной переменной с каждой другой переменной;
4. Выявление переменных, чья взаимная корреляция обусловливает наибольшую долю общей дисперсии — факторов;
5. Определение факторных нагрузок (коэффициентов корреляции между выделенными факторами и соответствующими переменными);
6. Маркировка фактора.

Таким образом факторный анализ позволяет разделять дисперсию характеристик на общую для нескольких характеристик и специфическую для каждой отдельной характеристики. А если продолжать подвергать факторному анализу выделенные общие факторы, то можно найти еще более общий фактор. Так и становится возможным строить иерархическую структуру черт с факторами первого, второго, третьего и т. д. порядков.

## Критика
Теория черт является лишь одним из способов объяснения различий между людьми и группами людей. Как и любая теория в психологии, она основана на представлениях отдельных ученых. Существуют другие теории, которые иначе трактуют индивидуальные различия.
Личность с точки зрения классического бихевиоризма есть совокупность поведенческих реакций, формирующихся по принципу «стимул-реакция». Таким образом индивидуальные различия между людьми обусловлены специфическими жизненными ситуациями (то есть стимулами), с которыми сталкиваются разные люди в процессе существования и отвечают на них соответствующими поведенческими реакциями, которые закрепляются на нейронном уровне, если обеспечивают приспособление к текущим условиям жизни.
С точки зрения психоанализа личность представляет динамическую систему, зависимую от бесконечного числа конфликтов и компромиссов между инстинктами, мотивами и влечениями человека. В данном подходе личностные особенности человека являются неосознаваемыми и иррациональными элементами, возникновение которых жестко детерминировано событиями прошлого, в том числе раннего детства.
Основное направление критики теории черт основывается на представлении о том, что люди скорее непостоянны в различных ситуациях, чем стабильны. Американский психолог Уолтер Мишель в вышедшей в 1968 году книге «Личность и ее оценка» утверждает, что поведение человека характеризуется специфичностью, обусловленной той ситуацией, в которой он оказывается.